# جوي ووماك
جوي ووماك (بالإنجليزية: Joy Womack) هي راقصة باليه ويوتيوبرية أمريكية، ولدت في 20 أبريل 1994 في بيفرلي هيلز في الولايات المتحدة.

## وصلات خارجية
- الموقع الرسمي